# Santo Cristo (Rio Grande do Sul)
Pour les articles homonymes, voir Santo Cristo.
Santo Cristo est une municipalité de l'État de Rio Grande do Sul, au Brésil.

## Histoire
La municipalité serait en partie inondée à la suite de la construction du barrage Panambí (en).